# Maria Zélia Rouquayrol
Maria Zélia Rouquayrol (Sertânia, Pernambuco, 3 de setembro de 1931 - Fortaleza, Ceará, 13 de fevereiro de 2025) foi uma professora e pesquisadora brasileira da área de Epidemiologia. Graduou-se em Farmácia, pela Universidade Federal de Pernambuco (1955). Em 1969, realizou especialização em Medicina Tropical, na Bélgica. Em 1976, concluiu o Mestrado em Saúde Pública, na Universidade Tulane (EUA).
Ingressou na carreira docente, na Universidade Federal do Ceará (UFC), em 1959, permanecendo na instituição até sua aposentadoria, em 1997. Em 1998, recebeu o título de Professora Emérita da UFC. Entre o final da década de 1990 e o início dos anos 2000, participou da gestão municipal de saúde de Fortaleza. Também lecionou na Universidade de Fortaleza (Unifor) em dois períodos (1982-1989 e 2003-2004). Na sua produção científica, destacam-se pesquisas sobre doenças infecciosas, como a esquistossomose, e outros temas, como mortalidade infantil. Em 1983, lançou a primeira edição do livro didático, "Epidemiologia e Saúde", uma das principais publicações do gênero, no Brasil.
Foi homenageada com a Medalha do Mérito Científico (1988), a Medalha de Prata Oswaldo Cruz Comemorativa do Centenário da Fiocruz (1998), a Medalha Comemorativa do Centenário da Organização Pan-Americana da Saúde (2002), os títulos de Cidadã de Fortaleza (2003) e do Ceará (2005) e o Troféu Sereia de Ouro. Foi membro da Academia Cearense de Ciências e da Academia Cearense de Farmácia.